# Meyer Landsberg
Meyer Landsberg (geboren am 1. Mai 1810 in Meseritz; gestorben am 20. Mai 1870 in Hildesheim) war ein deutscher Rabbiner. Er war der erste Landrabbiner an der Synagoge am Lappenberg.
Landsberg kam 1826 als Schüler von Aaron Wolfsohn mit diesem nach Hildesheim. Nach dessen Tod 1830 zog er nach Braunschweig, wo er neben dem Besuch eines Gymnasiums seine Ausbildung zum Rabbiner fortsetzte. Während des Studiums in Berlin von 1834 bis 1838 begann seine Freundschaft mit Leopold Zunz, mit dem er bis zu seinem Tod korrespondierte. Mit diesem gründete er 1840 in Berlin das Seminar für Jüdische Lehrer und war dort bis 1845 tätig. Zwar hatte er 1837 das Staatsexamen als Oberlehrer abgelegt, als Jude hatte er aber keine Aussicht auf Übernahme in den staatlichen Schuldienst. Von 1835 bis 1846 war er Lehrer am Nauenschen Institut für die Erziehung von Jungen, ab 1839 als Direktor. Sein Nachfolger dort wurde David Cassel.
Ab 1838 predigte er regelmäßig. 1846 wurde er in der Nachfolge von Levi Bodenheimer Landrabbiner in Hildesheim und blieb bis zu seinem Tod in diesem Amt. In dieser Funktion leitete er am 8. November 1849 den Festgottesdienst zur Einweihung der Synagoge. Die von seinem Vorgänger eingeleiteten Reformen setzte er beispielsweise mit der Einführung einer Orgel und von Gebeten in deutscher Sprache fort, blieb aber strikt in der Befolgung der Halacha. Pijjutim kamen während seiner Amtszeit weitgehend außer Gebrauch.
Sein Nachfolger wurde 1874 Jakob Guttmann.
Meyer Landsberg war der Vater von Max Landsberg und Theodor Landsberg.